# Виртус
Ви́ртус (от лат. Virtus — Доблесть) или Виртута — богиня в римской мифологии, спутница Марса, вдохновлявшая римлян на боевые подвиги ради отечества. С Виртус тесно связано божество Хонос (Честь).
Эти два божества часто имели один общий храм — храм Чести и Доблести.
После реорганизации религии императором Октавианом Августом Виртус придавали всё большее значение, так как она была покровительницей солдат. В IV веке в честь богини были проведены игры.
Виртус изображалось по-разному — например, на монетах Тетрика I она может появляться как надзирательница или как молодой человек с копьём и одетый в плащ.
В честь Виртус назван астероид (494) Виртус, открытый в 1902 году.